# Anthony Adams-Reilly
Anthony Adams-Reilly lub Anthony Adams Reilly (ur. 11 lutego 1836 w Mullingar – zm. 15 kwietnia 1885 w Dublinie) – irlandzki alpinista i kartograf, jeden z brytyjskich pionierów alpinizmu sportowego z tzw. „złotego okresu alpinizmu” w trzeciej ćwierci XIX w.

## Życiorys
Studiował pod kierunkiem znanego szkockiego fizyka, geografa i glacjologa Jamesa D. Forbesa, dzięki któremu zainteresował się Alpami i alpinizmem. Szczególnie owocnym pod kątem alpinistycznym był rok 1864, kiedy to Reilly wspinając się z Edwardem Whymperem dokonał pierwszych wejść na trzy niezdobyte dotąd szczyty w masywie Mont Blanc:
- Mont Dolent (9 lipca 1864, z E. Whymperem oraz przewodnikami Michelem Crozem, Michelem-Clémentem Payotem Henri Charletem);
- Aiguille de Tré-la-Tête (12 lipca 1864, z E. Whymperem oraz przewodnikami M. Crozem, M.-C. Payotem i H. Charletem);
- Aiguille d’Argentière (15 lipca 1864, z E. Whymperem oraz przewodnikami M. Crozem, M.-C. Payotem i H. Charletem).

W następnych latach poznał dobrze i inne regiony alpejskie, czego wynikiem stały się opracowane i wydane przez niego mapy masywu Mont Blanc (1865, pierwsza dokładna i wierna mapa tego rejonu) oraz masywu Monte Rosy (1868).
Pamięć irlandzkiego alpinisty uhonorował później kolejny wybitny kartograf Alp, Henri Vallot, nazywając jego imieniem kilkuwierzchołkową turnię w północno-zachodniej grani Aiguille du Chardonnet (Aiguille Adams Reilly, 3506 m n.p.m.). Dwie ograniczające ją przełączki nazwano odpowiednio Col Adams Reilly (3365 m n.p.m.) oraz Col supérieur Adams Reilly (3462 m n.p.m.), zaś niewielki lodowiec, spadający spod niej ku wielkiemu lodowcowi Glacier d’Argentière uzyskał nazwę Glacier Adams Reilly.

## Publikacje
- The chain of Mont Blanc, from an actual survey in 1863-4, Longman & Co., 1865;
- The Valpeline, the Valtournanche and the Southern valleys of the Chain of Monte Rosa, from an actual survey made in 1865-66, 1868;
- Forbes's Life and Letters, współautorzy: John Campbell Shairp i Peter G. Tait, 1873.